# Barwałd (gromada)
Barwałd – dawna gromada, czyli najmniejsza jednostka podziału terytorialnego Polskiej Rzeczypospolitej Ludowej w latach 1954–1972.
Gromady, z gromadzkimi radami narodowymi (GRN) jako organami władzy najniższego stopnia na wsi, funkcjonowały od reformy reorganizującej administrację wiejską przeprowadzonej jesienią 1954 do momentu ich zniesienia z dniem 1 stycznia 1973, tym samym wypierając organizację gminną w latach 1954–1972.
Gromadę Barwałd z siedzibą GRN w Barwałdzie Średnim utworzono – jako jedną z 8759 gromad na obszarze Polski – w powiecie wadowickim w woj. krakowskim, na mocy uchwały nr 31/IV/54 WRN w Krakowie z dnia 6 października 1954. W skład jednostki weszły obszary dotychczasowych gromad Barwałd Średni i Barwałd Dolny ze zniesionej gminy Wadowice oraz Barwałd Górny ze zniesionej gminy Kalwaria w tymże powiecie. Dla gromady ustalono 27 członków gromadzkiej rady narodowej.
31 grudnia 1961 do gromady Barwałd przyłączono obszar zniesionej gromady Klecza Dolna.
1 stycznia 1969 do gromady Barwałd przyłączono wieś Łękawica z gromady Stryszów; z gromady Barwałd wyłączono natomiast wsie Klecza Górna, Klecza Dolna i Roków, włączając je do nowo utworzonej gromady Wadowice.
Gromada przetrwała do końca 1972 roku, czyli do kolejnej reformy gminnej.